# Janseodes russa
Janseodes russa là một loài bướm đêm trong họ Noctuidae.